# Воєнний хрест (Бельгія)
Воєнний хрест (фр. Croix de Guerre, 1914—1918 рр., Бельгія) — хрест, заснований через шість місяців після початку Першої світової війни 25 жовтня 1915 року і після того, як Франція заснувала аналогічну нагороду для своєї армії. Статут бельгійського воєнного хреста значною мірою повторює статут його французького аналога. Право нагородження хрестом надавалося командувачу армією. Хрестом нагороджували особовий склад бельгійської армії всіх рангів від генерала до рядового за особисту хоробрість і відвагу, проявлені при безпосередньому зіткненні з ворогом і під час особистої участі в бойових діях. Хрестом також нагороджували за тривалу службу на фронті. За статутом, хрест носили відразу після орденів. У відмінності від інших нагород, воєнний хрест були зобов'язані носити постійно, а після смерті нагородженого він залишався в родині.

## Аверс
На передній стороні воєнний хрест, виготовлений з бронзи без емалі, має форму мальтійського хреста з кульками на гострих кінцях. Між сторонами хреста через його центр проходять два схрещені мечі вістрям вгору. У центрі, в круглому медальйоні, зображений бельгійський лев, до верхньої стороні хреста примикає королівська корона, до якої кріпиться стрічка.

## Реверс
Зворотня сторона воєнного хреста ідентична аверсу, але в центральному медальйоні стоїть монограма короля Альберта — «А».
Стрічка червона з п'ятьма вузькими смужками зеленого кольору, три з яких — у центрі, а дві — по краях. Декретом від 15 листопада 1917 року на стрічку були введені бронзові леви для позначення згадки в наказі по армії, що дає право на повторне нагородження хрестом. П'ять бронзових левів замінялися одним срібним левом, а п'ять срібних левів — золотим левом.
26 лютого 1919 року відбулася чергова зміна статуту, за яким бронзовий лев на стрічці став позначати згадку в наказі по полку, срібний — згадку в наказі по дивізії, а срібний позолочений лев — згадку в наказі по дивізії армійського підпорядкування. За згадку в наказі по армії було введено новий знак на стрічку: бронзова пальмова гілка, п'ять бронзових гілок замінялися однією срібною, п'ять срібних — однієї позолоченої. Цим же декретом пальма давалася тим, хто крім Воєнного хреста був ще нагороджений орденом або інший нагородою. Потім пішли й інші декрети, змінювати і доповнювати попередні: так, пальма давалася на стрічку добровольцям, для нагороджених, померлих від ран, для втікачів із полону і приєдналися до бельгійської діючої армії, для добровольців від 40 до 60 років.
Воєнним хрестом нагороджувалися не лише окремі особи, але також військові частини.